# 阮忠樞

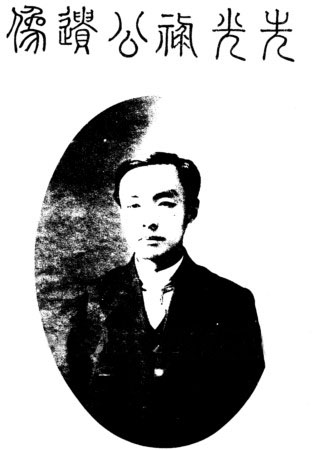
阮忠樞的照片，上方文字為“先光祿公遺像”

阮忠樞（1867年—1917年12月），字斗瞻，安徽省廬州府合肥县人，清末民初政治人物，袁世凱的心腹。

## 生平
他是清末舉人，曾歷任李鴻章幕僚、北洋水師学堂教習、北洋軍械總文案。1895年（光緒20年），他轉任袁世凱幕僚，並任文案。1908年（光緒33年），他任順天府尹。後來他升任郵傳部副大臣。辛亥革命爆發后，清朝派阮忠樞請一時失勢的袁世凱再次出山。
北京政府成立後的1914年（民国3年）5月，阮忠枢就任由總統府秘書長更名而成的總統府內史監。此後，他為袁世凱稱帝而奔走。1916年（民国5年）6月袁世凱病死，阮忠枢被指控為策劃稱帝的元兇之一。1917年（民国6年），阮忠枢參與張勳復辟。同年7月，張勳復辟時，阮任郵傳部左侍郎，直到張勳敗北，阮遂逃亡。
1917年12月，他病逝于上海。享年51嵗。